# Contea autonoma manciù di Xiuyan
La contea autonoma manciù di Xiuyan (岫岩满族自治县S, Xiùyán Mǎnzú ZìzhìxiànP) è una contea della Cina, situata nella provincia di Liaoning e amministrata dalla prefettura di Anshan.